# 高橋宏明 (柔道)
高橋 宏明（たかはし ひろあき、1976年4月12日 - ）は日本の柔道家（七段）。東京都出身。
得意技の内股や大外刈を武器に現役時代はアジア選手権優勝や全日本選手権ベスト8という成績を残し、引退した現在は講道館等の指導員を務める。娘の高橋瑠璃は2019年の世界ジュニア78㎏超級で優勝した。

## 経歴
東京都江戸川区出身。国士舘中学校・高等学校を経て、大学は中央大学へ。
当時の中央大学は津沢寿志監督のもと柔道部強化の盛りで、高橋らが入学した頃から全日本学生優勝大会でも上位の常連となった。また個人戦でも全日本学生体重別選手権で1995年,96年と3位に入り、4年次の1997年には決勝戦で日本大学の上口孝太を破り優勝を果たした。
大学を卒業後は、強豪・旭化成（宮崎県延岡市）に入社。下出善紀や同期の村元辰寛らと共に主力として活躍し、同社柔道部の全日本実業団体戦での4連覇（2002~05年）に貢献した。個人としての戦績では全日本選手権へ九州代表として8年連続出場（2000~07年）し3度のベスト8入りや、講道館杯での3度の優勝など安定した成績が特筆される。
185cm・130kgという体格で外国人を相手にも力負けせず、1999年と2005年のアジア選手権でメダルを獲得したほか、フランス国際や嘉納杯でも入賞している。とりわけ2006年嘉納杯の準決勝戦で、怪力で知られる欧州王者のタメルラン・トメノフを捻り倒して一本勝ちした試合は圧巻であった。
しかしやや技の出が遅い感もあり、海外では試合が膠着して「指導」ポイントを取られる事も多く、また篠原信一に引退以降は棟田康幸や鈴木桂治ら若手へ世代交代という流れの中で、高橋が世界選手権・五輪への切符を手にする事はなかった。
2007年11月の講道館杯に出場してベスト8入りしたのを最後に第一線から退き、2008年3月からは東京へ赴任。現在は、旭化成のグループ会社で業務用品販売の営業職の第一線で活躍する傍ら、講道館本部指導員や母校中央大学柔道部コーチとして指導に汗を流す。

## 主な戦績
- 1995年 - 全日本ジュニア選手権（95kg超級）優勝
- 1996年 - 全日本学生体重別選手権（100kg超級）3位
- 1997年 - 全日本学生体重別選手権（100kg超級）3位
- 1998年 - 全日本学生体重別選手権（100kg超級）優勝
- 1998年 - アメリカ国際大会（100㎏超級）優勝
- 1998年 - カナダ国際大会（100㎏超級）優勝
- 1998年 - 世界学生柔道選手権（100㎏超級）準優勝 団体準優勝
- 1999年 - アジア選手権（100kg超級）優勝
- 2000年 - 講道館杯（100kg超級）優勝
- 2001年

- 東アジア大会（無差別級）優勝
- フランス国際（100kg超級）3位
- 講道館杯（100kg超級）準優勝
- 2002年 - 講道館杯（100kg超級）優勝
- 2002年 -　ロシア国際大会（100㎏超級）3位
- 2003年 - 嘉納杯（100kg超級）準優勝
- 2004年

- 全日本選抜体重別選手権（100kg超級）3位
- 講道館杯（+100 kg）準優勝
- 2005年

- アジア選手権（無差別級）準優勝
- グルジア国際大会（＋100kg）3位
- エストニア国際大会（＋100㎏）3位
- 嘉納杯（無差別級のみ）3位
- 全日本選抜体重別選手権（100kg超級）準優勝
- 講道館杯（+100 kg）優勝
- 2006年

- 嘉納杯（100kg超級）準優勝
- 全日本選抜体重別選手権（100kg超級）3位
- 講道館杯（+100 kg）3位
- 2007年 - 太平洋選手権（無差別級）優勝